# 日常携带品

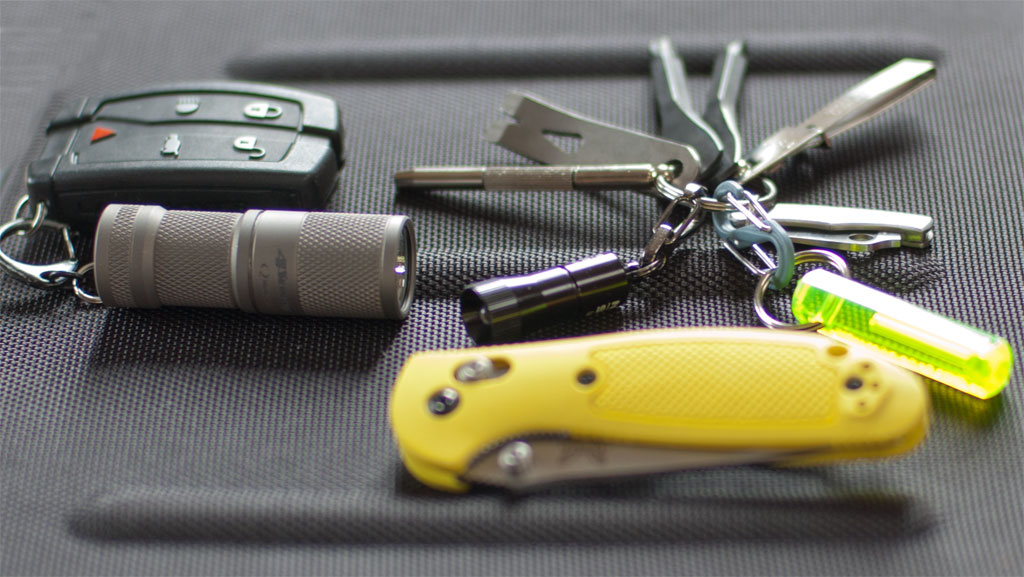
日常携带品样本

隨身物（英語：everyday carry或every day carry，简称EDC）指的是一個人日常攜帶的一些有用物品，主要为了帮忙应对正规的日常需求而被携带的物品。这些日常需求包括可能发生的紧急情况等。
最常见的EDC包括匕首、手电筒、多刀工具、钱包、智能手机、笔记本、笔等。这些物品的类型与携带数量可能各种各样的都有。
携带品常常被装在日常衣物的各个口袋里，不过通过增加“衣物附件”，可选的携带品变得越来越多。这些“附件”包括腰包、手提包、小背包等。甚至长靴子之类的鞋子，以及带口袋的背心等，都可以用来装这些携带品。工装裤这种有着多个大口袋的裤子，在携带EDC的人们中，是个受欢迎的选择。

## 物品选择
因活动与环境的不同，所专门携带的EDC也不同。
职业性：在仓库或在户外工作的人们也许会携带一把小折刀或开箱刀，以及工作手套。对于在医疗领域工作的人，有双急救用的乳胶手套或腈手套则可能是很重要的。
灾害相关：对于生活在易生灾害的地区的人们，手电筒和通讯工具可能是必不可少的。 
团队支援：如果搭档或队友带有武器之类的东西，那么支援者们也许会携带急救箱或额外的弹药等，以便在事件或事故中做出支援。
健康相关：（可能）需要医疗照顾或有可能突发病痛的人（或者是身边常常会有这样的人的人），也许会携带处方药。
时间相关：对于需要牢牢掌握好时间的日常行动，或者对于安排时间表来说，拥有一件计时工具有时候是必要的。
安全：火器、匕首、戰術燈、战术笔、胡椒喷雾、高压电枪，或者小型的冲击型武器等等诸如此类的武器。
野外：指南针、生火物品以及净水物品也许是合适的；另外，气喇叭也许能被用来吓走侵略性的野生动物。